# Route nationale 603
Die N603 war von 1933 bis 1973 eine französische Nationalstraße, die zwischen der N88 nordöstlich von Albi und Réquista verlief. Ihre Länge betrug 35,5 Kilometer.